# Seanad Éireann
Seanad Éireann (tradotto dall'irlandese: Senato d'Irlanda) è la camera alta dell'Oireachtas (Parlamento) della Repubblica d'Irlanda. Contrariamente alla camera bassa, chiamata Dáil Éireann, il Seanad non è eletto direttamente ma è composto da membri scelti con criteri diversi.
Il Seanad ha meno poteri del Dáil.

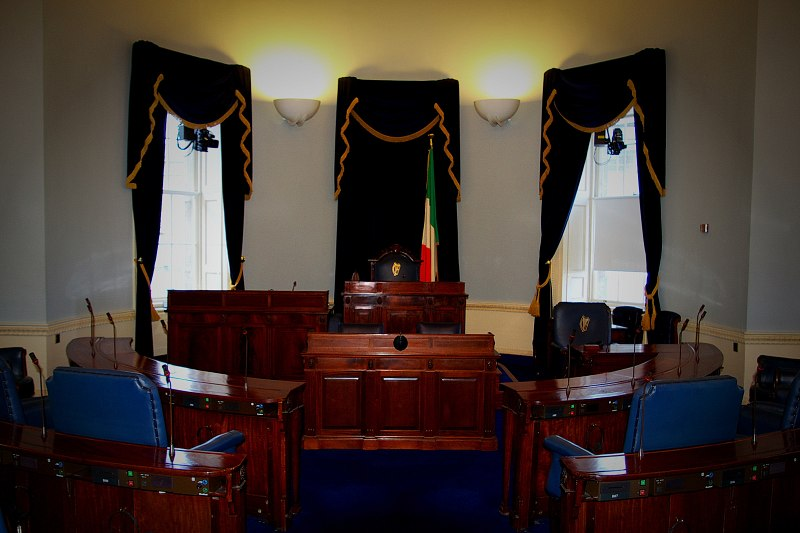
Sede del Seanad Éireann

Sede del Seanad è Leinster House a Dublino.
Lo speaker del Seanad è il Cathaoirleach.

## Composizione
Attualmente il Seanad Éireann è composto da sessanta membri: 
- Undici sono nominati dal Taoiseach (primo ministro)
- Sei sono scelti dai laureati di alcune università irlandesi: 
  - Tre dai laureati della National University of Ireland.
  - Tre dai laureati della University of Dublin.
- 43 sono scelti tra cinque gruppi di candidati (chiamati Vocational Panels) da un elettorato che consiste di Teachta Dála (TDs) ovvero membri del Dáil Éireann, senatori e consiglieri locali. Ognuno dei cinque gruppi è composto da esperti di un settore; nella pratica sono spesso membri dei partiti rimasti esclusi dalla camera bassa.

## Referendum del 2013
Il partito di centro-destra Fine Gael nel 2013 ha promosso un referendum popolare per l'abolizione di questa istituzione, ritenuta inutile e costosa.
Il 51,8 per cento degli elettori ha respinto la proposta. Il Fianna Fáil, principale partito di opposizione, era contrario all'abolizione, per evitare l'accentramento di potere nelle mani del governo.